# ハイロー・カントリー
『ハイロー・カントリー』（原題：The Hi-Lo Country）は、1998年制作のアメリカ合衆国の映画。
西部劇最後の巨匠サム・ペキンパーが映画化を望みながら実現しなかったマックス・エヴァンスの同名小説の映画化。マーティン・スコセッシ製作、スティーヴン・フリアーズ監督。第49回ベルリン国際映画祭銀熊賞 (監督賞)受賞。

## あらすじ
ニューメキシコの広大な平野ハイロー・カントリーで牧場を営むピートは出征していた第二次世界大戦が終わり、復員してきた。しかし、町は成り上がり者のジム・エドに牛耳られ、牧場も取られ、さらに親友ビッグ・ボーイの弟リトル・ボーイは彼の手下となっていた。
そんなある日、ピートは酒場でモナという魅惑的な女性と出会う。ジョセファという恋人がいながら彼女に激しく恋するピートであったが、彼女はジム・エドの手下レスの妻だった。
やがて、彼と同じように出征していたビッグ・ボーイが復員してきた。2人は再会を喜ぶが、ビッグ・ボーイが紹介した恋人はモナだった。ピートは昔気質のカウボーイ魂を貫くビッグ・ボーイと共にジム・エドに反抗する。しかし、その中でピートは友情と恋愛感情のはざまで苦しんでいた。
ある日、ビッグ・ボーイと共にジム・エド一味と立ち回りを演じたピートはモナとジョセファを連れ、4人で森に行き酒を飲むが、ビッグ・ボーイが眠り込んだ間にピートは激情にかられて、モナを抱いてしまう。
やがて、ビッグ・ボーイは雇い主から牧場を受け継ぎ、ついにモナとの結婚を決めるのだが、そんな彼に悲劇が起きる。

## キャスト
- ビッグ・ボーイ・マットソン：ウディ・ハレルソン（吹替：大塚芳忠）
- ピート・カルダー：ビリー・クラダップ（吹替：宮本充）
- モナ・バーク：パトリシア・アークエット（吹替：渡辺美佐）
- ジム・エド・ラヴ ：サム・エリオット（吹替：小林清志）
- ジョセファ・オニール：ペネロペ・クルス（吹替：小島幸子）
- リトル・ボーイ・マットソン：コール・ハウザー
- ジェイコブ・バルガス
- フーヴァー・ヤング：ジェームズ・ギャモン
- メサ：ケティ・フラド
- レス・バーク：ジョン・ディール
- レイン・スミス